# 사임당로 (파주시)
사임당로(師任堂路)는 경기도 파주시 문산읍 선유리에서 파주시 법원읍 법원리까지를 잇는 도로다. 인근에 신사임당의 묘역이 있다고 하여 명명되었다.

## 주요 경유지
경기도
- 파주시 문산읍 - 법원읍

## 노선
| 이름                | 접속 노선                            | 소재지 | 소재지 | 비고 |
| ------------------- | ------------------------------------ | ------ | ------ | ---- |
| (이름 없음)         | 우계로                               | 파주시 | 문산읍 |      |
| 문산동초교앞 교차로 |                                      | 파주시 | 문산읍 |      |
| (교량 명칭 미상)    |                                      | 파주시 | 문산읍 |      |
| 독서삼거리          | 국가지원지방도 제78호선 (장승배기로) | 파주시 | 문산읍 |      |
| (선유암거)          |                                      | 파주시 | 문산읍 |      |
| 방미교              |                                      | 파주시 | 문산읍 |      |
| 납두리고개          |                                      | 파주시 | 문산읍 |      |
|                     | 법원읍                               | 파주시 |        |      |
| 법원사거리          | 지방도 제367호선 (술이홀로)          | 파주시 |        |      |
| (이름 없음)         | 화합로                               | 파주시 |        |      |